# Maria Lackfi
Maria Lackfi (d. înainte de 1343) a fost prima soție lui Nicolae Alexandru și era probabil de origine bosniacă sau balcanică. Ea era mama lui Vladislav I, botezat Vlaicu, Voislav (d.1366) și Elisabeta (d.1370), măritată cu Ladislau de Oppeln și mama Elisabetei, soția lui Jobst de Moravia. Provenea dintr-un mediu elitar ortodox. Este înhumată probabil la Câmpulung.